# Simulacron 3
Simulacron 3 (titolo originale in inglese Simulacron-3 o Counterfeit World) o Simulacron, è un romanzo di fantascienza scritto nel 1964 dallo statunitense Daniel F. Galouye. È uno dei primi racconti che si pongono il problema della contrapposizione realtà "attuale"/realtà virtuale
Ha avuto due adattamenti cinematografici.

## Trama
Douglas Hall vive in una società in cui l'umore e le opinioni delle persone sono continuamente oggetto di sondaggi da parte di una associazione di "controllori di reazioni", persone autorizzate a porre qualsiasi domanda in qualsiasi momento, sugli argomenti più svariati. Per ovviare a questa scomodità e ritagliarsi un'importante fetta di mercato, la compagnia per la quale Douglas lavora, la "Reactions Inc", di proprietà di Horace Siskin, sta sviluppando un sistema elettronico in grado di riprodurre fedelmente una società simulata, con abitanti in grado di riprodurre i comportamenti umani e quindi avere le stesse reazioni della società "reale". Questo simulatore (chiamato Simulacron 3, in quanto giunto alla terza versione di perfezionamento), renderebbe inutili la indagini nella società reale in quanto basterebbe programmare la corretta ambientazione ed osservare i comportamenti delle unità simulate.
A pochi giorni dal completamento del Simulacron, alcuni strani incidenti iniziano ad accadere: la scomparsa di un tecnico della REIN e l'apparente cancellazione della sua memoria da tutti, eccetto Douglas Hall, curiosi incidenti tecnici ed altri fenomeni inspiegabili. Douglas ipotizza inizialmente un sabotaggio da parte della associazione di controllori di reazioni, ma poi viene a scoprire anche grazie al suo amico psicologo Avery Collingsworth, che questi incidenti non possono essere imputati ad una causa fisica.
Quando succede un incidente all'interno del Simulacron, durante il quale l'unità simulata Phil Ashton prende coscienza di essere solamente un programma all'interno di un simulatore, Douglas capisce che anche la sua realtà è solamente una simulazione di un mondo superiore, e che la sua amante Jinx Fuller è in realtà un agente di contatto tra i due mondi. L'operatore del simulatore della "realtà superiore" non vuole che il progetto Simulacron diventi operativo, in quanto vanificherebbe lo scopo per cui era stata creata la realtà di Douglas.
Jinx, nonostante sia un agente della "realtà superiore" non condivide il sabotaggio e la distruzione del mondo simulato causata dall'Operatore, per cui aiuta Douglas ad opporsi ed alla fine, grazie ad un corto circuito nel sistema di simulazione principale, riesce a trasferire la coscienza di Douglas nel corpo dell'Operatore e quindi a liberarlo dalla realtà simulata.

## Opere con tema analogo
Nel racconto di Philip K. Dick Il mondo in una bolla (The Trouble with Bubbles) scritto nel 1953 ed edito in Italia nella raccolta Le presenze invisibili, i protagonisti che passano il tempo costruendo mondi subatomici dentro delle bolle "Creamondo".

## Adattamenti cinematografici
Esistono due adattamenti cinematografici della storia: il primo risale al 1973 ad opera di Rainer Werner Fassbinder come miniserie televisiva in due puntate Il mondo sul filo (Welt am Draht), il secondo è un film del 1999, diretto da Josef Rusnak, intitolato Il tredicesimo piano (The Thirteenth Floor). Si ritiene che il romanzo abbia in parte ispirato anche il film Matrix, del 1999.